# Nadie en el bosque
Nadie en el bosque (en hangul, 아무도 없는 숲속에서; McCune-Reischauer, Amudo ŏmnŭn supsogesŏ) es una serie de televisión web surcoreana escrita por Son Ho-young, dirigida por Mo Wan-il, y protagonizada por Kim Yoon-seok, Yoon Kye-sang, Go Min-si y Lee Jung-eun. Se estrenó en la plataforma Netflix en más de 190 países el 23 de agosto de 2024.

## Sinopsis
Jeon Young-ha tiene una pensión en lo más profundo del bosque. Administra cuidadosamente esa pensión, que refleja los deseos de su fallecida esposa. Un día se presenta ante él Yoo Sung-ah, que había reservado una habitación con su hijo pequeño. Pero ella parece demasiado indiferente hacia el niño y emite una sensación extraña que incomoda a Young-ha. A la mañana siguiente, este se da cuenta de que la huésped se ha ido temprano. Nota algunas manchas de sangre en un disco y el baño extrañamente limpio. Tras dudar qué hacer, acaba llevando a lavar la ropa de cama, limpiando de nuevo el baño con lejía y quitando la sangre del disco. Young-ha tiene la intuición de que Yoo Sung-ah ha asesinado al niño que trajo a casa, pero decide quemar las pruebas restantes y fingir no saberlo. Si hay rumores, es posible que haya que cerrar la pensión. Hasta que un año después, Yoo Sung-ah aparece nuevamente frente a él y con ella vuelven las sospechas.

## Reparto

### Principal
- Kim Yoon-seok como Jeon Young-ha, propietario de una pensión ubicada en lo profundo del bosque.[5][6][7]

- Yoon Kye-sang como Koo Sang-joon, un expropietario de un motel que perdió todo lo que amaba debido a un incidente ocurrido en el motel, que era el preciado hogar de su familia, en un verano de principios de la década de 2000.[7][8]

- Go Min-si como Yoo Sung-ah, una mujer misteriosa que está extrañamente obsesionado con la pensión administrada por Young-ha.[9][10]

- Lee Jung-eun como Yoon Bo-min, una exjefa de la comisaría de policía del escuadrón de homicidios que investiga obstinadamente el caso.[11][12][13]
  - Ha Yoon-kyung como Bo-min de joven.[14]

### Secundario

#### Entorno de Jeon Young-ha
- Kim Sung-ryung como Lee Seong-ran, la esposa de Young-ha, que administró la pensión con él hasta que murió debido a un cáncer (aparición especial, ep. 3 y 8).[15]

- Roh Yoon-seo como Jeon Eui-seon, la hija de Young-ha y Seong-ran, farmacéutica (aparición especial, ep. 3-4 y 7-8).[15]
- Lee Nam-hee como Park Yong-chae.
- Lee Sung-wook como Choi Gyeong-nam.
- Nam Ji-woo como Song Ji-soo.

#### Entorno de Koo Sang-joon
- Park Ji-hwan como Park Jong-doo, un individuo que recorrió un solo camino desde el comienzo de su vida, salió a la ciudad a vivir una vida salvaje y finalmente regresó tranquilamente a su ciudad natal.[16][15]

- Chanyeol como Koo Ki-ho, el hijo de Sang-joon.[17][18][19]
- Ryu Hyun-kyung como Seo Eun-kyung, la esposa de Sang-joon.[20][15]
- Cha Mi-kyung como Kim Kyung-ok, la madre de Jong-doo.
- Hong Ki-joon como Ji Hyang-cheol, un asesino en serie que se alojó en el motel de Sang-jun.

#### Entorno de Yoo Sung-ah
- Jang Seung-jo como Ha Jae-sik, el exmarido de Sung-ah (aparición especial, ep. 4, 7 y 8).[15]
- Jo Yeo-jun como Ha Si-hyeon, hijastro de Sung-ah.
- Lee Seung-cheol como el director Yoo, el padre de Sung-ah.
- Jo A-ra como el director Choi.

#### Entorno de Yoon Bo-min
- Kim Jong-tae como el detective Kang, de la comisaría de Donghu.
- Ahn  Sang-woo como Choi Jeong-ho, policía de la comisaría de Donghu.
- Jo Eun-sol como Kim Seon-tae, policía de la comisaría de Donghu.
- Lee Yoon-jae como Yeom Dong-chan, marido de Bo-min.
- Kim So-yul como Yeom Hee-won, hija de Bo-min.
- Lee Do-guk como el jefe de gabinete.

## Producción
Netflix anunció la producción de la serie el 20 de febrero de 2023. El guion es obra de Son Ho-young, quien ganó el Premio a la Excelencia en la categoría de series del Concurso de Guiones para Nuevos Escritores de JTBC 2021. La dirección estuvo a cargo del director Mo Wan-il, quien ganó el Premio a la Dirección en la categoría de Televisión en la 56ª edición de los Premios Baeksang Arts por la serie The World of the Married (2020). Está coproducida por Studio Lululala (SLL) y Studio Flow. Para Kim Yoon-seok, cuya última aparición en televisíón fue en la serie de MBC de 2007 Be Good When You Have It, supone el regreso a la pequeña pantalla después de diecisiete años de ausencia.
Para la guionista Son Ho-young, la obra «es una historia paralela de dos hombres que vivieron hechos similares y tomaron dos caminos diferentes». Comenzó a escribir la historia de Young-ha: «un caso de asesinato sucede por casualidad a un hombre que administra una pensión, y las decisiones del hombre indirectamente involucrado en el caso hacen que su vida tome una dirección diferente a la anterior, agregando la historia de otro personaje. Tenía curiosidad por la historia de una persona que tomó un camino diferente al de Yeong-ha al tomar numerosas decisiones en la vida, y fue entonces cuando agregué la historia de Sang-joon».
A principios de noviembre de 2022 las agencias de Kim Yoon-seok y Yoon Kye-sang anunciaron que habían recibido una oferta de participar en la serie y que la estaban evaluando.El 23 de diciembre se anunció la incorporación al reparto de Go Min-si.En enero de 2023 la agencia de Lee Jung-eun anunció también la presencia de su representada, y el 1 de febrero se unió Park Ji-hwan.Por último, en febrero de 2024 fue anunciado también Chanyeol.
El rodaje concluyó en 2023, y en febrero del año siguiente la serie se encontraba en posproducción. El 26 de julio de 2024 Netflix confirmó la fecha del estreno y lanzó un primer avance de la serie.

## Crítica
Kim Hyeong-wook (Oh My News) escribe sobre la serie que «pretende ser un thriller. Añadido drama y misterio. Gracias a la puesta en escena, extremadamente fría y helada, uno queda absorto en la atmósfera. Esto puede deberse a su excelente sentido de dirección. Sin embargo, hay agujeros aquí y allá en la historia, lo que me hace pensar: "Sólo prestaron atención a lo que era visible". En general, es bastante hostil. Por su parte, Yoo Sung-ah ocupa un papel bastante grande, pero no logra proporcionar la sensación de ansiedad y urgencia, es decir, suspenso, y solo crea un misterio que puede resultar innecesario».
David A. Tizzard (The Korea Times) señala ya en el título de su crítica que la serie es «un K-drama que promete mucho y ofrece poco». Tras un comienzo interesante, poco a poco cae en la banalidad y los clichés, y adolece de una preocupante falta de profucndidad: «toda explicación psicológica que uno busca termina en un callejón sin salida. O termina en una caricatura bidimensional plana. Una niña rica con problemas con su padre y malcriada. Un policía al que no le importan las reglas y se opone a su jefe corrupto». Concluye Tizzard escribiendo que «intentó serlo todo y terminó siendo olvidable porque no pudo cumplir sus promesas, no sabía lo que era y había poca historia más allá de “Los ricos locos hacen cosas malas, tengan cuidado con ellos. Especialmente con las mujeres”».